# 北京市轨道交通指挥中心
39°59′45″N 116°25′33″E / 39.9959°N 116.4257°E

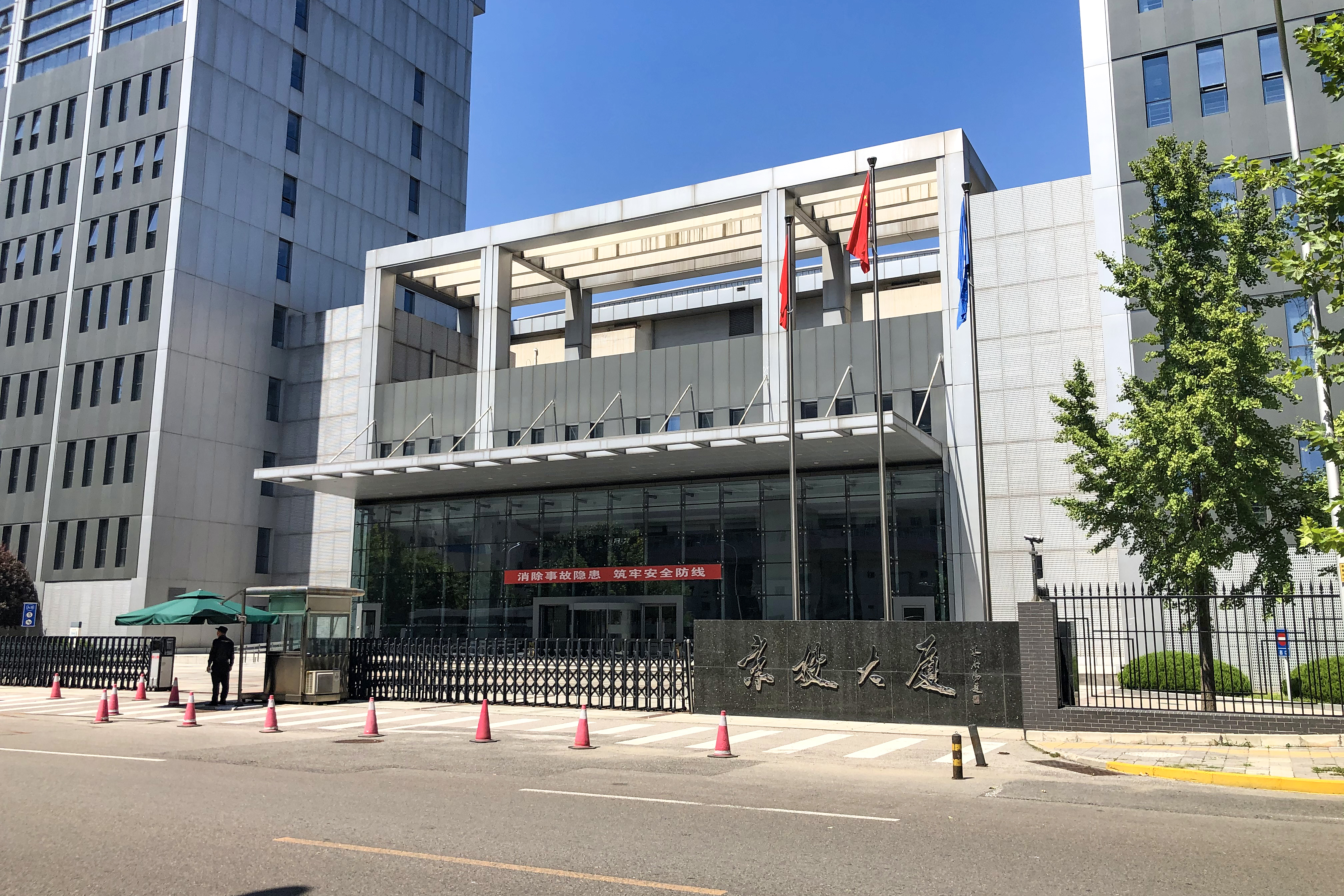
京投大厦（2020年8月）

北京市轨道交通指挥中心是北京地铁的管理中心，包含轨道交通路网各线路控制，调度指挥，以及票款清分清算的功能。该中心是中国首个类似的轨道交通指挥中心，于2008年建成第一期，2013年建成第二期，共可接入33条地铁线路。
为容纳指挥中心而建设的建筑名为京投大厦，位于北京市朝阳区北四环外的小营北路。园区共有两个建筑群，其中南部建筑为一期工程，北部建筑为二期工程。北京地铁的主要业主北京市基础设施投资有限公司（简称京投）总部设于大厦内。
“北京市轨道交通指挥中心”的机构为北京市交通委员会下属机构，于2007年经北京市政府批准成立，由政府授权将该机构的职能交由北京轨道交通路网管理有限公司（简称路网公司）行使（即“一个机构两块牌子”）。该公司为京投于2005年设立的子公司，专门负责轨道交通指挥中心的建设和运营工作。

## 历史
轨道交通指挥中心建设之前，北京地铁已经建成了四条线路，即1号线、2号线、13号线和八通线。这四条线路的控制中心设在三个不同的地方——1号线和2号线设在西直门桥西南角的地铁大厦，13号线设在13号线西直门站北端的城铁大厦，八通线设在四惠站上盖的京通大厦。各线路间虽然有多个换乘站相连，但运营调度信息仅能通过电话联系，不利于系统的调度和紧急情况的应对；同时，设备分散布局也提高了维护成本。因此北京地铁1、2号线车辆、设备消防隐患改造工程提出了将四条既有线路控制中心集中设置的设想。
而除了既有线路的需要以外，当时北京地铁规划在2008年北京奥运会前完成8条线路、2015年实现19条线路；引入香港地铁作为第二家运营商的计划已经有了雏形，使得统一调度指挥显得更加重要。自动售检票改造和未来的大客流也使得客流信息统计需要变得更加精确化、智能化。在此背景下，京投决定建设轨道交通指挥中心。
第一期工程土建于2007年底完成。一期工程可以接入14条线路，并为全网自动售检票投入使用提供了条件。2008年3月，刚刚建成不久的5号线接入指挥中心调度系统，随后四条既有线路逐步接入指挥中心。2008年12月指挥中心正式投入使用。
2010年第二期工程开工。第二期工程可以接入19条线路，满足2020年以前新线接入指挥中心的需求。由于一期工程占用了地块内大部分土地，二期工程的调度指挥大厅被迫设置在大楼顶部。